# Андерграунд (мистецтво)
Андегра́унд (англ. underground — від англ. underground — підпілля, art — мистецтво) — сукупність творчих напрямків у мистецтві (музиці, літературі, кіно, образотворчому мистецтві, та ін.), що не підтримують класичного або офіційно визнаного шляху, не мають свідомо обраної комерційної спрямованості, протиставлені масовій культурі.

В.Барський. Руки і мішень.1969.Папір, гуаш,29х41

Термін вживається щодо мистецтва, яке перебувало під забороною в тоталітарних країнах Східної Європи та СРСР у період від кінця 1950 до кінця 1980 рр. Синонімими є поняття– неофіційне мистецтво, нонконформізм, контркультура, дисидентське мистецтво та ін. Мистецький андерграунд у тоталітарних країнах — це вільна творчість, що виникла всупереч ідеологічній регламентації життя у суспільстві і була антиподом офіційно канонізованому мистецтву.
Для андеграунду характерні розрив з панівною ідеологією, ігнорування стилістичних та мовних обмежень, відмова від загальноприйнятих цінностей, норм, соціальних і художних традицій. Централізованій надіндивідуальній та наднаціональній імперській ідеології андеграунд протиставляв протилежні, загалом персоніфіковані ідеали: суб'єктивізм, індивідуалізм, ірраціоналізм, еротику, чуттєвість. В Україні надзвичайно важливою була тематика відродження національних традицій.

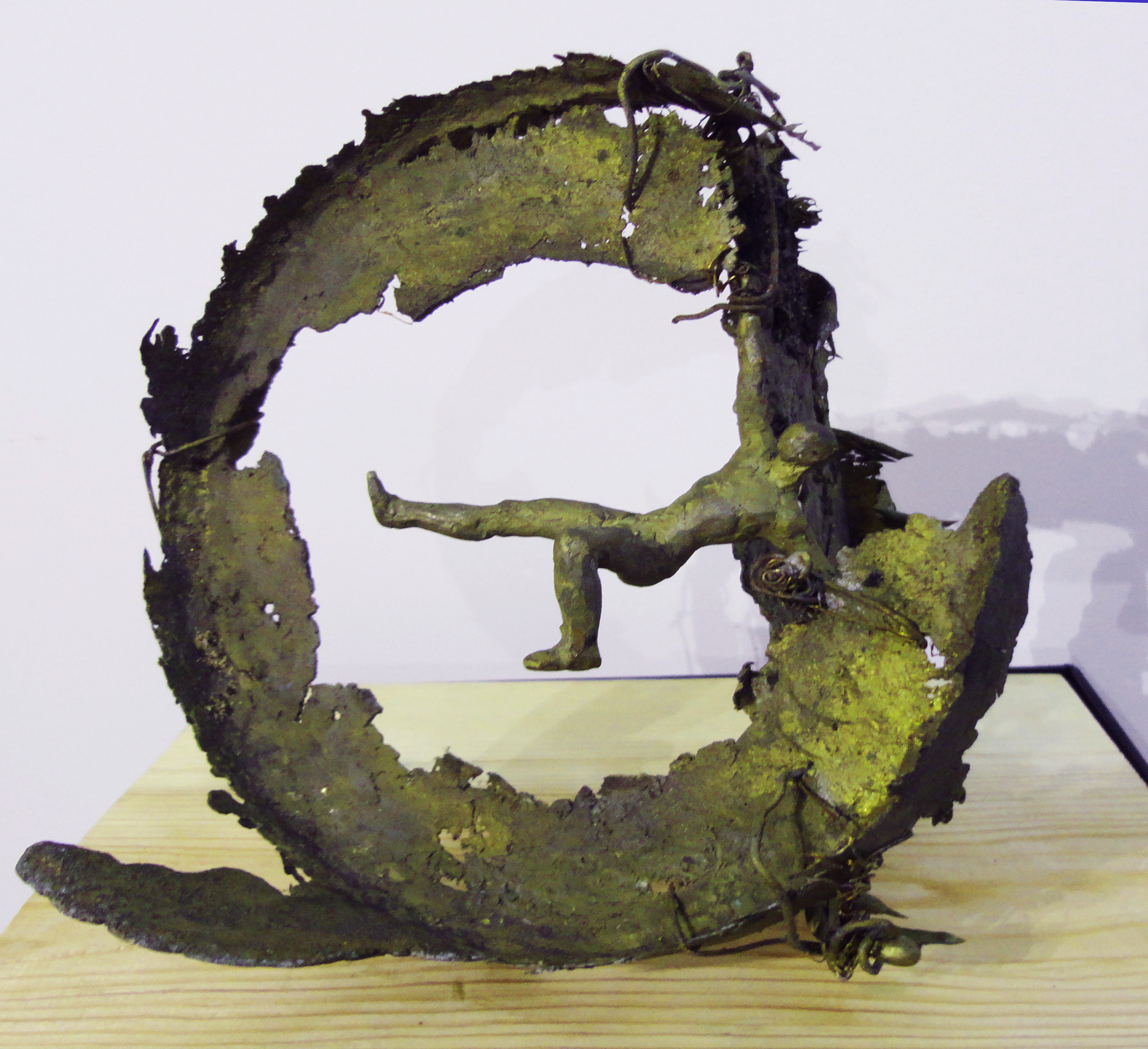
«Людина і нескінченість», об'єкт Ф. Тетянича,1980

Після «перебудови» та розпаду СРСР схожі процеси у культурі частіше називають «альтернативними» або «маргінальними».
Притаманні риси: бунтарство; відмова від загальноприйнятих цінностей, ідеології, традицій, норм; епатаж. Авангардні ідеї   мистецтва андеграунду булі підхоплені й розвинути наступним поколінням Нової хвилі.

## В Україні

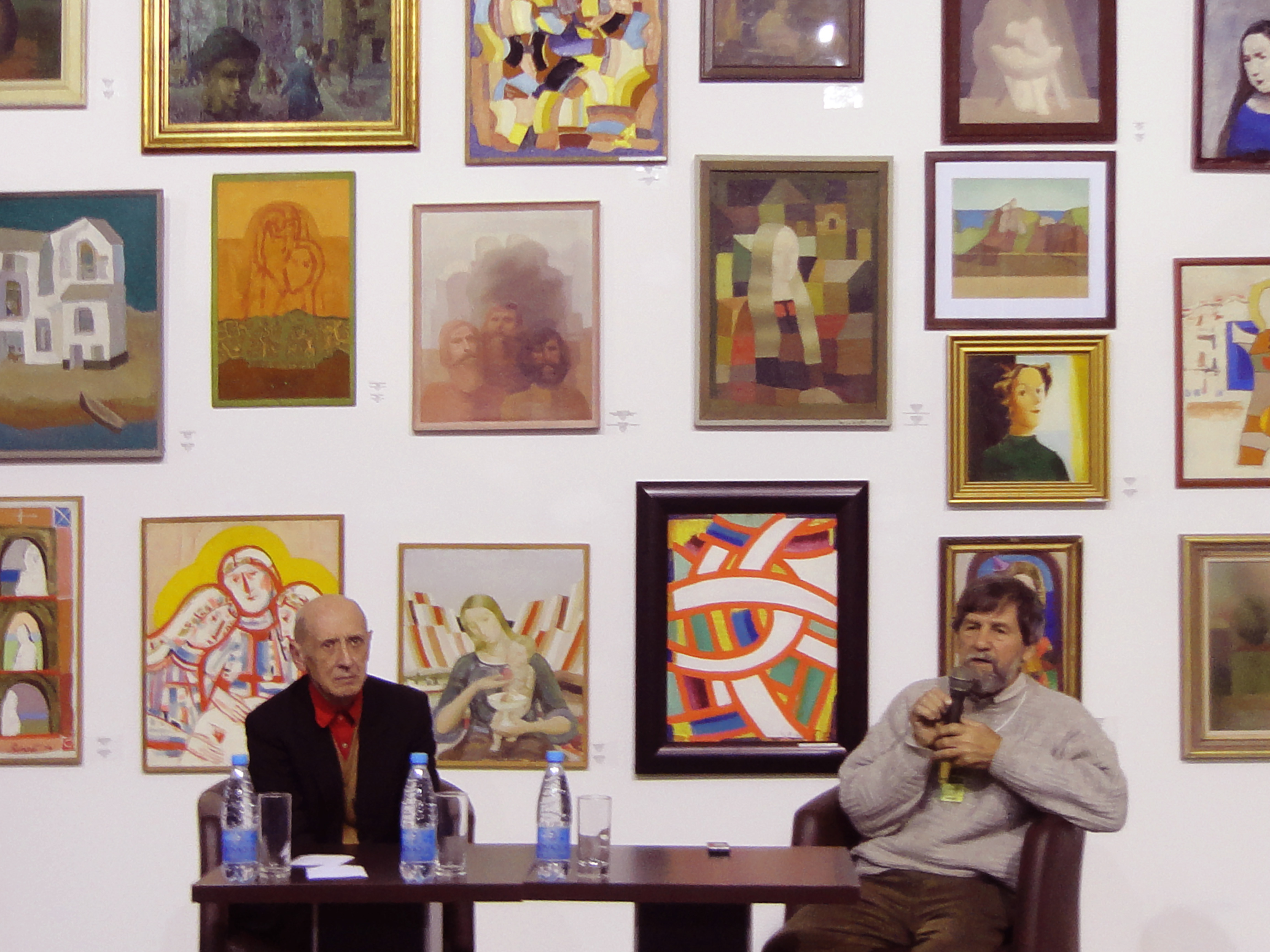
Валерій Басанець і Віктор Маринюк на конференції, присвяченій Одеському нонконформізму. Київ, 2013

М.Трегуб. Юрасеві в урочий момент. К.,о.,зм.техніка,1983

Андеграунд в образотворчому мистецтві України (як і в інших радянських республіках) у період 60–80-х років також називають «другою хвилею авангарду», яка своїми новаторськими завданнями була співзвучна першій хвилі авангарду початку ХХ сторіччя. В Україні ця хвиля розпочалася в кінці 1950-х, що співпадає з періодом «відлиги», і тривала до кінця «перебудови». Започатковані в цей період авангардні й новаторські напрямки й тенденції дали початок багатьом пізнішим напрямкам сучасного мистецтва.
На думку деяких мистецтвознавців, слід розрізняти андерграунд, як найрадикальнішу форму мистецького спротиву тоталітаризмові, яку переслідувала влада, і «неофіційне мистецтво», «нонконформізм», «дозволені» владою.

Олександр Шульдиженко. «Спогади про Лондон». 1970-1980-ті

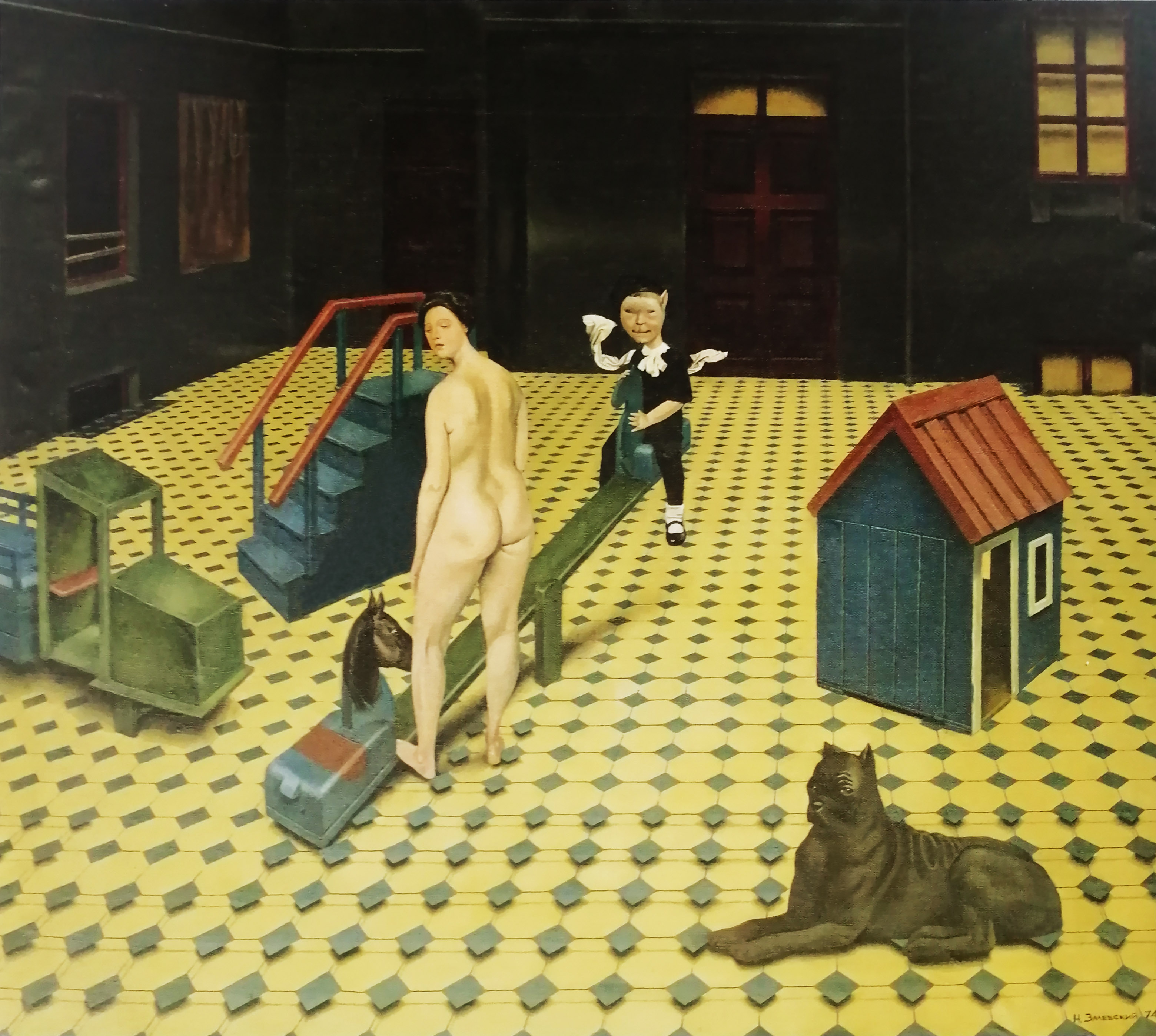
М.Залевський. Одного разу вночі. П., o. 85 x 92 cm. 1974

Поділ андеграунду і «неофіційного мистецтва» багато в чому соціально — статусний; естетично вони дуже близькі. На тлі ідеологічного «парадно-офіційного» мистецтва ними по-різному створювалось позаідеологічне мистецтво, де на першому плані було вирішення творчих, власне художніх завдань. Заборона виставкової діяльності спонукала невизнаних художників до влаштування виставок у покинутих приміщеннях, квартирах друзів тощо. В Україні перші квартирні виставки відбулися в Одесі — у помешканні художника і мистецтвознавця Олега Соколова, починаючи з 1956 р.Надалі сформувалася потужна група художників-нонконформістів, які відкрито виступили проти соцреалізму. Широкого розголосу набула епатажна виставка двох молодих одеситів у 1967 «Сычик+Хрущик»(тобто Станіслав Сичов і Валентин Хрущ), які розвісили картини на паркані, зібравши чималий натовп, і протрималися три години, поки влада не розігнала їх. Так почалася хвиля другого одеського авангарда, який створювали: Олександр Ануфрієв, Володимир Стрельников, Віктор Маринюк, Валерій Басанець і його дружина Тетяна, Людмила Ястреб, Андрій Антонюк, Люсьєн Дульфан, Олег Волошинов, Євген Рахманін, Володимир Цюпко, Ігор Божко, Олександр Стовбур, Юрій Єгоров, Михало Ковальский, Сергій Князєв, Володимир Наумець, Микола Степанов, Олександр Дмитрієв, Надія Гайдук, Віталій Сазонов, Віктор Рисович, Михайло Черешня, Євген Годенко та інші.
У 1965 р. в Харкові, в одному з дворів на вул. Сумській, відбулася одноденна виставка нонконформістського мистецтва «Під аркою». В ній брали участь: Вагріч Бахчанян, Анатолій Кринський, Михайло Басов, Юрій Кучуков, Анатолій Шулік та ін. Багато хто з них вчився у відомих авангардистів, що працювали на той час у Харкові — Олексія Щеглова, Василя Єрмілова, Бориса Косарєва. Початком 1960 рр. датуються перші, радикальні за естетикою, фотосерії Валерія Черкашина. Важливою подією нонконформістського мистецтва 1970-х рр. була поява «харківської школи фотографії».
У Західній Україні склалася інша творча атмосфера, де чимало митців навчалося не в радянських, а європейських художніх закладах. В Ужгороді, починаючи з кінця 50-х років, утворилося коло митців-абстракціоністів: Павло Бедзір, Єлизавета Кремницька, Ференц (Ечі) Семан та ін.
У Львові художники Роман та Марґіт Сельскі (з початку 1950-х рр.) збирали у своєму помешканні «Салони» . Їхніми однодумцями були: Роман Турін, Омелян Ліщинський, Даниїл Довбошинський, Володимир Патик, Ярослав та Ярослава Мотики, Оксана і Володимир Риботицькі, Карло Звіринський та ін. Коло неформального мистецтва у Львові в 1970–1980-рр. поповнилося такими іменами як Олександр Аксінін, Надія Пономаренко, Галина Жигульська, Валерій Дем'янишин, Євген Захаров, Михайло Зелен, Володимир Пінігін та ін.
У Києві в 1960–1964 рр. діяв «Клуб творчої молоді», створений за ініціативи Леся Танюка.
Членами клубу були письменники, композитори, театрали, кібернетики, журналісти. Серед художників були, зокрема: Алла Горська і її чоловік Віктор Зарецький, Опанас Заливаха, Людмила Семикіна, Галина Севрук, Галина Зубченко, Олександр Шкарапута, Олег Єржиковський, Олексій Татаров, Володимир Прядко, Борис Плаксій, Віталій Коробко та ін. До найбільш ранніх квартирних виставок у Києві (1964 р.) належить експозиція графіки Анатолія Превиша, яка втілила символіку незламності покоління шістдесятників.
До цього ж покоління належать і так звані «Київські анахорети», за визначенням мистецтвознавства Бориса Лобановського, тобто ті, хто сповідував герметичну естетику, захоплювався абстрактними формами: Флоріан Юр'єв, Вілен Барський , Валерій Ламах, Григорій Гавриленко, а також Вадим Ігнатов, Яким Левич, Анатолій Лимарєв, Анатолій Сумар, Олександр Дубовик, Тіберій Сільваші та ін.
У 1964 р. в Києві сформувався невеликий гурт митців наступної генерації, «Нью Бент»: Микола Трегуб , Вудон Баклицький і Володимир Борозенець, (який незабаром відокремився). Вони влаштовували виставки на спорожнілій території старого цегляного заводу б|іля вул. Сирецької: приносили картини вранці й забирали увечері. Надалі невизнані художники продовжували виставляти твори на квартирних виставках (у друзів-шістдесятників Л. Нефедьєва і Ю. Смирного) та у деяких клубах. Так, у 1977 році утворилося об'єднання «Рух», де збиралися літератори, вчені, митці й обговорювали новітні течії у світовому мистецтві та  «самвидав», зокрема,  активним учасником об’єднання  був письменник  Мар’ян Бєлєнькій. У 1977 організатори «Руху» (Ю. Косін, М. Недзельський і С. Федоринчик) влаштували виставку, де про себе заявили митці-неформали: Микола Трегуб, Вудон Баклицький, Микола Залевський, Олександр Костецький, Олена Голуб, Володимир Богуславський, Михайло Жуков та інші..

В. Баклицький. Чорне сонце Чорнобиля. П.,о.,70х70, 1988

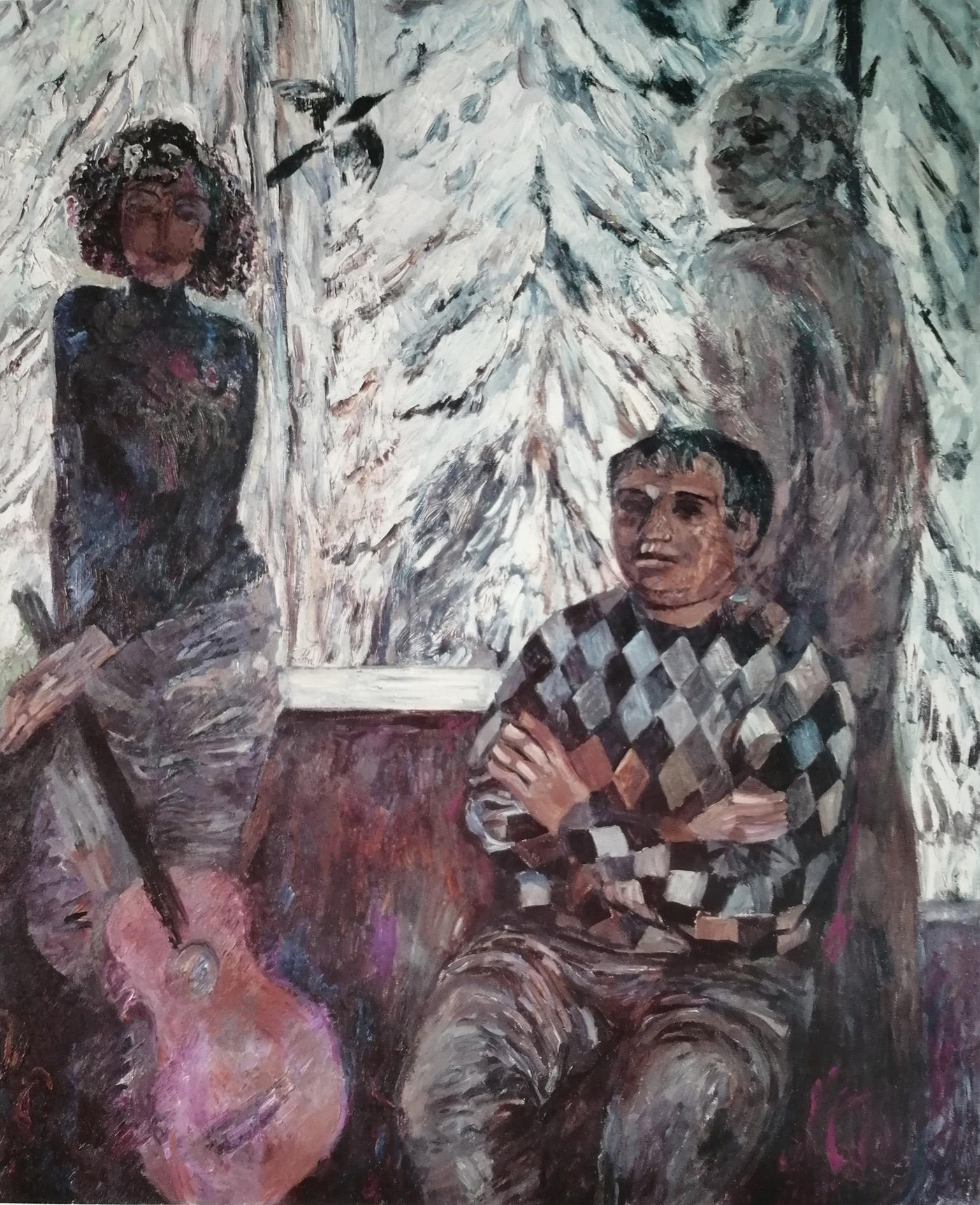
І.Вишеславська. Сенеж. Автопортрет з Віктором Півоваровим та Едуардом Гороховським. 1975

Наприкінці 1970-х настала деяка лібералізація у суспільстві, було створене окреме молодіжне об'єднання при Спілці художників, після чого частково «неофіційне мистецтво» стало «дозволеним». Андеграундні художники, які виставлялися раніше тільки в квартирах, змогли брати участь у деяких офіційних виставках. Серед київських художників це були: Яким Левич, Зоя Лерман, Іван Марчук, Юрій Луцкевич, Валентин Реунов, Ірина Макарова-Вишеславська, Олександр Павлов, Олексій Орябинський, Юлій Шейніс, Михайло Вайнштейн, Євген Волобуєв, Анатолій Лимарев, Ада Рибачук, Володимир Мельниченко, Федір Тетянич і багато інших.
Поширеною моделлю життя представників андеграундного мистецтва була робота вдома, без надії на визнання, в поєднанні з іншими видами діяльності. Так, художню й педагогічну діяльність суміщали: Борис Лобановський, Олег Животков, Олександр Павлов, Карл Звіринський, Роман Сельський, Олександр Соколов. У монументальному цеху працювали: Павло Бедзір, Ференц Семан, Єлизавета Кремницька, Валерій Ламах, Федір Тетянич, Ернест Котков, Віктор Хамков, Олександр Шульдиженко. Книжковою та журнальною графікою займалися: Григорій Гавриленко, Анатолій Сумар, Яким Левич, Олена Голуб, Микола Залевський,
Лідія Треммері, Надія Пономаренко, та інші. Матвій Вайсберг згадує: «З перспектив у нас були тільки квартирники, кухонні виставки, кухонні посиденьки… Найголовніше, що мене турбувало — це подвійність. Одне кажуть удома, інше — на роботі.»
Чимало андеграундних художників зазнали гоніння з боку владних структур за свою позицію, що вкоротило їм віку або ж примусило покинути країну. Попри все художники виявили незламність, чинячи «тихий опір» своїми пензлями й фарбами, створюючи нетрадиційні й незвичні художні прояви, як от перформанси, інсталяції, концепти тощо. Андеграунд — це символ духовної свободи, творчої незалежності, синонім новаторського мистецтва, це початок більшості процесів, що відбуваються в сучасному мистецтві сьогодні.
Нині твори опозиційних художників високо цінують колекціонери, вони зберігаються у музеях світу, а саме: Американський музей у Нью-Джерсі «артмузей Зіммерлі»(Zimmerli Art Museum at Rutgers University), Національний  художній музей  України, Музей шістдесятництва (Київ), Галерея NT-Art (Одеса) та багато інших.

## Див. також

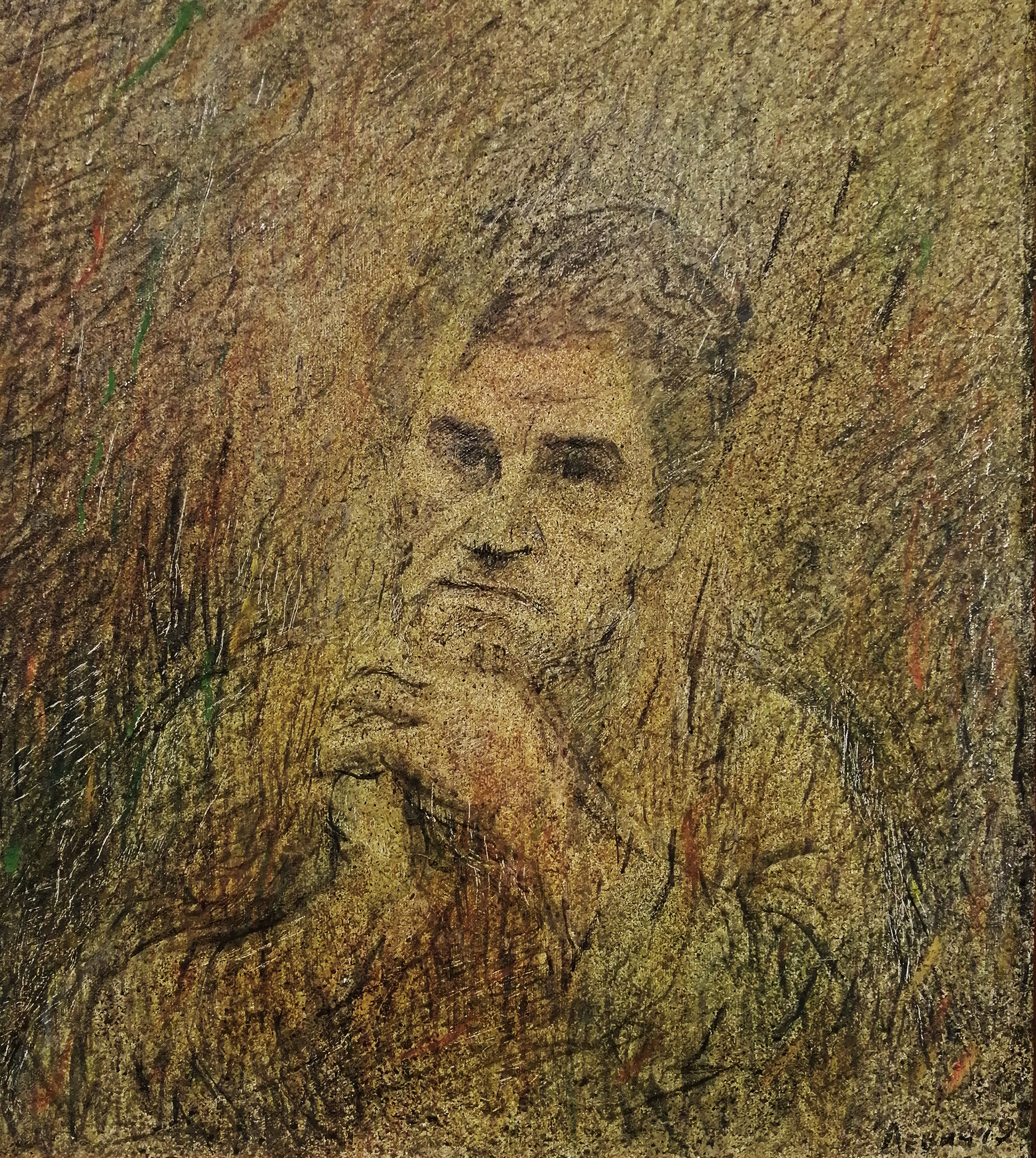
Я. Левич. Портрет Григора Тютюнника. П.,о., 80х60.1979